# Bathythrix pilosa
Bathythrix pilosa là một loài tò vò trong họ Ichneumonidae.